# Chuandian (köpinghuvudort i Kina, Hubei Sheng, lat 30,59, long 112,07)
Chuandian är en köpinghuvudort i Kina. Den ligger i provinsen Hubei, i den centrala delen av landet, omkring 210 kilometer väster om provinshuvudstaden Wuhan. Antalet invånare är 28 404. Befolkningen består av 13 970 kvinnor och 14 434 män. Barn under 15 år utgör 11,0 %, vuxna 15-64 år 78 %, och äldre över 65 år 10,0 %.
Runt Chuandian är det tätbefolkat, med 881 invånare per kvadratkilometer. Närmaste större samhälle är Jinan, 20,0 km sydost om Chuandian. Trakten runt Chuandian består till största delen av jordbruksmark.
Genomsnittlig årsnederbörd är 1 107 millimeter. Den regnigaste månaden är maj, med i genomsnitt 159 mm nederbörd, och den torraste är december, med 14 mm nederbörd.